# Swiss Classics Revue
Die Swiss Classics Revue (Eigenschreibweise SwissClassics), kurz SCR, ist ein Oldtimer-Magazin der Schweiz und wird seit 2004 vom Verlag Swiss-Classics-Publishing herausgegeben. Sie erscheint mit sechs Ausgaben im Jahr (bis 2014 quartalsweise) und richtet sich an die Liebhaber von Oldtimern. Sie hatte 2016 eine WEMF-beglaubigte Auflage von 6'014 (Vj. 6'245) verkauften bzw. 6'720 (Vj. 6'771) verbreiteten Exemplaren (2017 keine Beglaubigung).

## Inhalt
Die Swiss Classics Revue berichtet um das Thema klassische Automobile mit Fokus auf den Schweizer Oldtimermarkt. Inhaltliche Schwerpunkte sind Fahrzeugberichte, Informationen aus der Schweizer Oldtimerszene sowie europäische Klassiker-Events. Weitere Bereiche sind Kaufberatungen, Ratgeber, Reisen, Bücher, ein Oldtimer-Preisindex sowie ein Fahrzeugmarkt.

## Impressum
Die Zeitschrift wurde 2004 von Markus Rühle gegründet und als Chefredaktor geleitet. Mit Heft 4/2014 wurde sie an den neuen Besitzer Bruno von Rotz, Chefredaktor bei Zwischengas, übertragen.